# Power Windows
Power Windows is het elfde album van Rush, uitgebracht in 1985 door Anthem Records en Mercury Records. In 1997 werd het opnieuw uitgebracht. Op Power Windows werd gekozen voor een aanpak met meer synthesizers. Voor "The Big Money" en "Mystic Rhythms" werden videoclips gemaakt die op MTV te zien waren.

## Nummers
1. The Big Money – 5:35
2. Grand Designs – 5:06
3. Manhattan Project – 5:05
4. Marathon – 6:09
5. Territories – 6:19
6. Middletown Dreams – 5:15
7. Emotion Detector – 5:10
8. Mystic Rhythms – 5:53

## Artiesten
- Geddy Lee - bas, synthesizers, toetsen, zang
- Alex Lifeson - gitaar
- Neil Peart - drums